# 瀬戸口浩彰
瀬戸口 浩彰（せとぐち ひろあき、1962年 - ）は、日本の植物学者。京都大学大学院地球環境学堂教授。

## 人物・経歴
東京生まれ。東京学芸大学教育学部理科生物学科卒業。東京学芸大学大学院教育学研究科修了、教育学修士。東京大学大学院理学系研究科修了、博士（理学）。東京都立大学理学部助手、京都大学総合人間学部助教授、京都大学大学院人間・環境学研究科教授を経て、京都大学大学院地球環境学堂地球親和技術学廊教授。

## 著書
- 『多摩川河川敷におけるタコノアシの現況、生育特性、保全対策について』とうきゅう環境浄化財団 2004年

### 共著
- 『花の観察学入門 : 葉から花への進化を探る』（岡崎惠視, 橋本健一と共著）培風館 1999年
- 『知っておきたい日本の絶滅危惧植物図鑑』（長澤淳一と共著）創元社 2020年

### 監修
- 『若狭青葉山の植物誌と動物誌』高浜町 2016年

## 受賞
- 2011年 富士フイルム・グリーンファンド活動奨励賞[5]
- 2012年 日本植物学会 Journal of Plant Research 2011年論文賞[5]
- 2013年 沖縄協会沖縄研究奨励賞[5]
- 2013年 日本植物分類学会学会賞[5]
- 2013年 日本雑草学会 Weed Biology and Management 2011年論文賞[5]
- 2017年 日本学術振興会科学研究費審査員表彰[5]